# Ágrafa (massif)
Pour l’article homonyme, voir Agrafa.
L’Ágrafa (en grec moderne : Άγραφα) est un massif montagneux de Grèce dans les districts régionaux d'Eurytanie et Kardítsa. Il abrite principalement des petits villages et est partiellement inclus dans le parc national de Tzoumérka-Achelóos-Ágrafa-Météores depuis 2018. C'est la partie la plus méridionale du massif du Pinde.